# Duke of Grafton

Wappen der Dukes of Grafton: Britisches Königswappen mit Bastardfaden

Duke of Grafton ist ein erblicher britischer Adelstitel in der Peerage of England, der seit 1675 bis heute in der Familie FitzRoy (von fils du Roy = Sohn des Königs) vererbt wird, welche zu den „Bastardlinien“ des schottischen, später britischen Königshauses Stuart zählt.
Die Namensgebung des Titels bezieht sich auf die Honour of Grafton im Südosten von Northamptonshire, deren Hauptort heute Grafton Regis heißt.
Familiensitz der Dukes ist Euston Hall in Euston, Suffolk.

## Verleihung

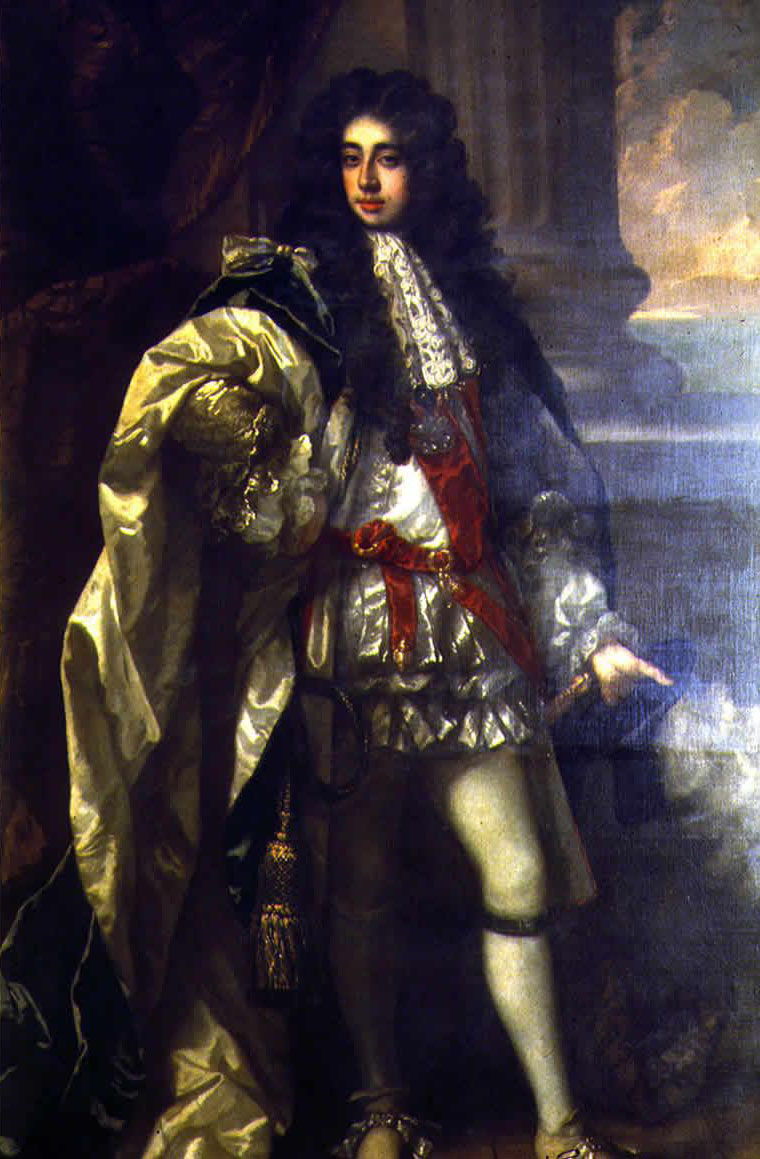
Henry FitzRoy, 1. Duke of Grafton

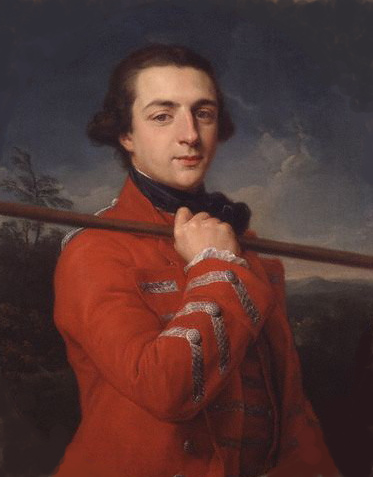
Augustus FitzRoy, 3. Duke of Grafton

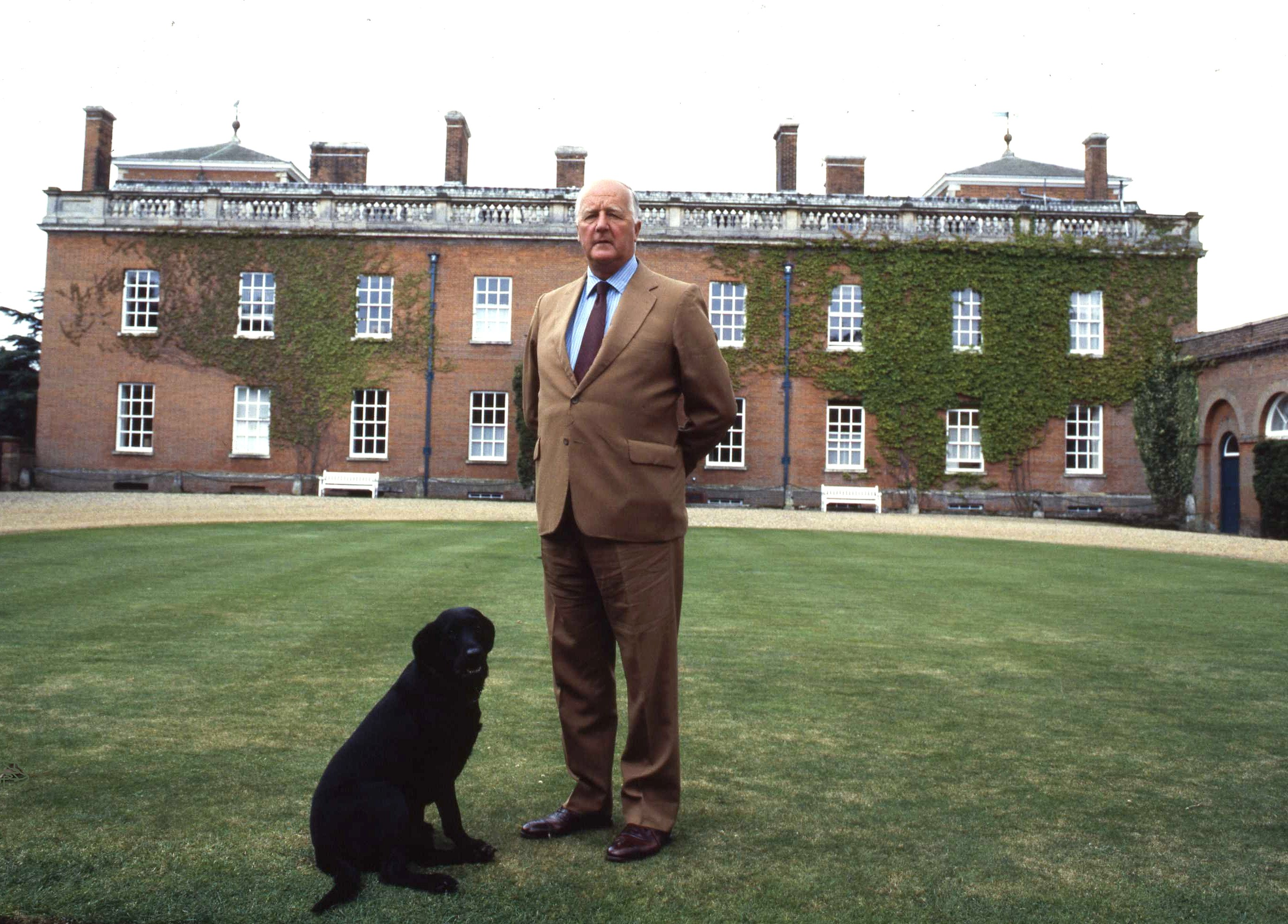
Hugh FitzRoy, 11. Duke of Grafton vor Euston Hall

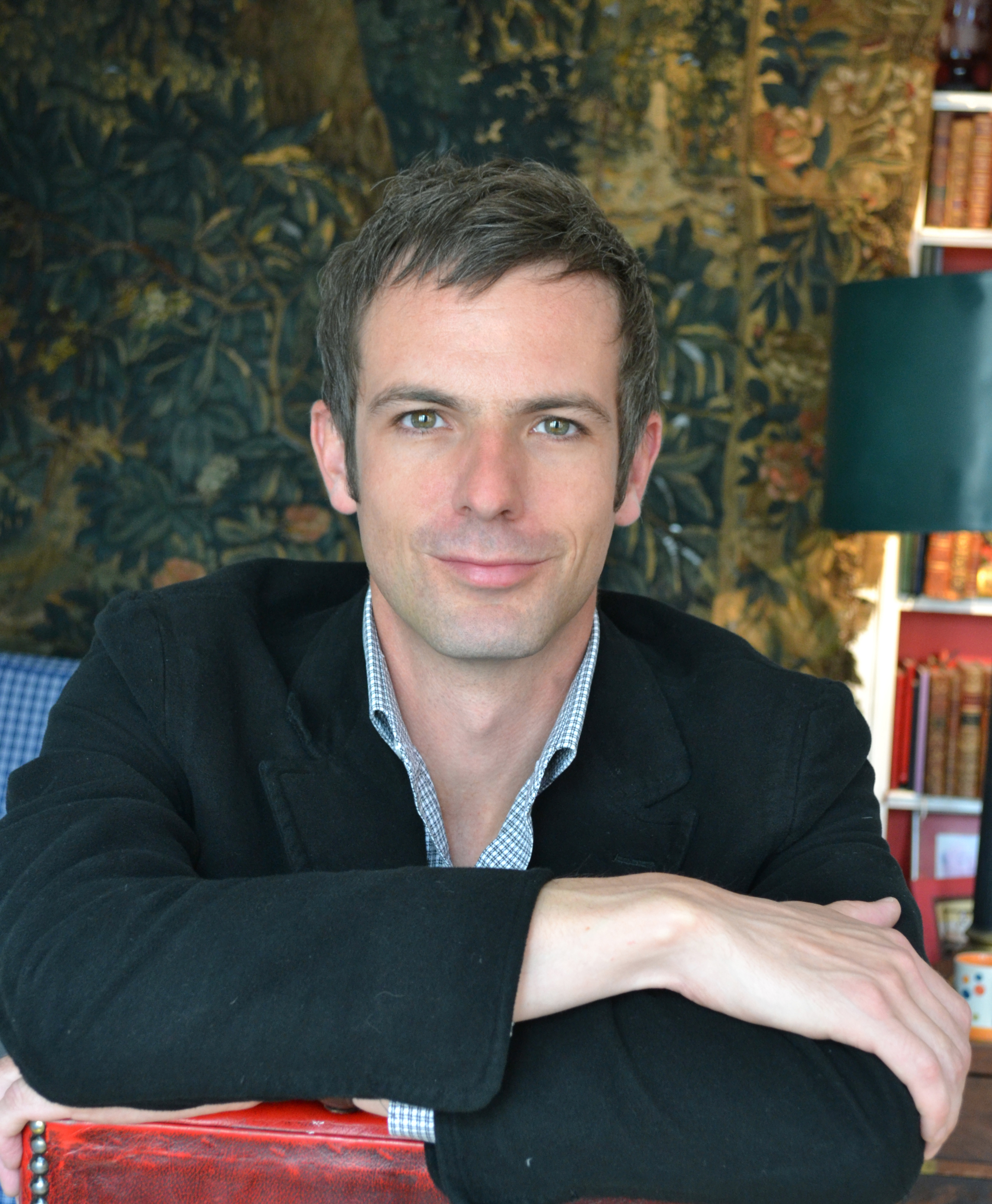
Henry FitzRoy, 12. Duke of Grafton

Der Titel wurde am 11. September 1675 vom englischen König Karl II. für seinen unehelichen Sohn Henry FitzRoy geschaffen, den er mit seiner Mätresse Barbara Villiers, 1. Duchess of Cleveland, hatte. Dieser kam bei der Belagerung und Eroberung der irischen Stadt Cork am 7. Oktober 1690 ums Leben. 
Der bekannteste Träger des Titels ist Augustus Henry FitzRoy, 3. Duke of Grafton, zwischen 1767 und 1770 Premierminister, doch betätigten sich viele Dukes und weitere Mitglieder dieser Familie in verschiedensten politischen Ämtern, während andere im Militär dienten.
Gleichfalls von illegitimen Söhnen Karls II. stammen die Familien Scott (Herzöge von Buccleuch und Queensberry), Beauclerk (Herzöge von St. Albans) und Lennox (Herzöge von Richmond und Gordon) ab, ferner von Jakob II., dem Bruder und Nachfolger Karls II., die katholischen Fitz-James (Herzöge von Berwick, Herzöge von Alba usw.)

## Nachgeordnete Titel
Der Duke of Grafton führt die drei nachgeordneten Titel Earl of Euston, Viscount Ipswich und Baron Sudbury die dem 1. Duke bereits am 16. August 1672 in der Peerage of England verliehen worden waren. Der älteste Sohn des jeweiligen Dukes führt als Heir apparent den Höflichkeitstitel Earl of Euston, dessen ältester Sohn denjenigen eines Viscount Ipswich.

## Weitere Titel
Der zweite Duke erbte von seiner Mutter die Titel 3. Earl of Arlington, 3. Viscount Thetford und 3. Baron Arlington. Diese gehören ebenfalls zur Peerage of England und sind allesamt auch in weiblicher Linie vererbbar. Als der neunte Duke verstarb, gingen sie daher nicht auf den zehnten Träger des Titels über, sondern ruhten, da der neunte Duke zwei Schwestern hatte (fell into abeyance). Das Ruhen der Baronie ist inzwischen zugunsten einer Enkelin aufgehoben worden, während die anderen beiden Titel noch immer ruhen.

## Liste der Dukes of Grafton (1675)
- Henry FitzRoy, 1. Duke of Grafton (1663–1690)
- Charles FitzRoy, 2. Duke of Grafton (1683–1757)
- Augustus Henry FitzRoy, 3. Duke of Grafton (1735–1811)
- George Henry FitzRoy, 4. Duke of Grafton (1760–1844)
- Henry FitzRoy, 5. Duke of Grafton (1790–1863)
- William Henry FitzRoy, 6. Duke of Grafton (1819–1882)
- Augustus Charles Lennox FitzRoy, 7. Duke of Grafton (1821–1918)
- Alfred William Maitland FitzRoy, 8. Duke of Grafton (1850–1930)
- John Charles William FitzRoy, 9. Duke of Grafton (1914–1936)
- Charles Alfred Euston FitzRoy, 10. Duke of Grafton (1892–1970)
- Hugh Denis Charles FitzRoy, 11. Duke of Grafton (1919–2011)
- Henry Oliver Charles FitzRoy, 12. Duke of Grafton (* 1978)

Titelerbe (Heir apparent) ist der Sohn des 12. Duke, Alfred James Charles FitzRoy, Earl of Euston (* 2012).